# Giovanna (nome)
Giovanna  è un nome proprio di persona italiano femminile.

## Varianti
- Femminili: Gioanna[2], Ioana[2]
  - Alterati: Giovannina[2][3], Giovannella[2], Giovannetta[1], Giovannica[2][3]
  - Ipocoristici: Gianna[1], Giannina[1], Nanna, Vanna[1], Zanna, Gio, Gia[1], Nina[1]
- Maschili: Giovanni[2][3]

### Varianti in altre lingue
Di seguito si trova una lista delle varianti del nome in altre lingue:
- Basco: Jone
- Bulgaro: Яна (Jana), Янка (Janka), Йоана (Joana), Ивана (Ivana)
- Catalano: Joana, Jana
- Ceco: Ivana, Jana, Johana
- Croato: Žana, Ivana
- Danese: Johanna, Johanne
- Estone: Johanna
- Finlandese: Johanna, Janna
- Francese: Jeanne, Johanne, Joanne
  - Francese medio: Jehanne, Johanne
- Galiziano: Xoana
- Gallese: Siân, Shan, Siwan
- Greco biblico: Ἰωάννα (Ioanna)
- Greco moderno: Ιωάννα (Iōanna), Γιάννα (Gianna)
- Inglese: Joan, Joanna, Joann[4], Joanne[4], Johanna, Jane[5], Jayne[5], Jean[5], Jeana[5], Jeanna[5], Jeane[5], Jeanne[5]
- Irlandese: Siobhán, Síne
- Islandese: Jóhanna, Jóna
- Latino: Iohanna, Johanna
- Ligure: Gioana[6]
- Macedone: Јована (Jovana), Ивана (Ivana)
- Norvegese: Johanna, Johanne
- Olandese: Jana, Janna, Johanna
- Polacco: Joanna
- Portoghese: Joana
- Romeno: Ioana
- Russo: Жанна (Žanna), Яна (Jana), Ивана (Ivana)
- Scozzese: Jean, Seonag, Sìne
- Serbo: Јована (Jovana), Ивана (Ivana)
- Slovacco: Jana, Ivana
- Sloveno: Jana, Žana, Ivana
- Spagnolo: Juana
- Svedese: Janna, Johanna
- Tedesco: Johanna, Johanne
- Ucraino: Яна (Jana)
- Ungherese: Johanna

1. ↑  Tutte le varianti elencate qui sopra sono verificabili, salvo diversamente specificato, alla nota 1.

#### Forme alterate e ipocoristiche
Analogamente all'italiano, anche nelle altre lingue Giovanna conta un gran numero di forme ipocoristiche e alterate; oltre a Nina, diffuso in numerose lingue oltre all'italiano, si possono citare:
- Danese: Hanna, Hanne, Janne, Jannicke, Jannike, Jonna
- Finlandese: Hanna, Hannele, Jenna, Jenni, Jonna
- Francese: Jeannine
- Greco moderno: Νάνα (Nana), Γιαννούλα (Giannoula)[senza fonte]
- Inglese: Jo, Jojo, Joey, Joanie[4], Joni[4], Jonie[4], Janey[5], Janie[5], Jeanie[5], Jeni[5], Janice[5], Janet[5], Janelle[5], Jeannette, Janine, Jenny[5]
- Ligure: Gioaniña, Gioanetta, Zäniña, Zänetta[6]
- Norvegese: Hanna, Hanne, Janne, Jannicke, Jannike
- Olandese: Hanna, Hanne, Hannie, Jennigje, Jenny, Johanneke
- Polacco: Joasia, Asia
- Portoghese: Joaninha
- Spagnolo: Juanita
- Svedese: Hanna, Jennie, Jenny, Jonna
- Tedesco: Hanna, Hanne
- Ungherese: Hanna

1. ↑  Le forme alterate e gli ipocoristici elencati di seguito sono verificabili, salvo diversamente specificato, alla nota 1.

## Origine e diffusione
È la forma femminile del nome Giovanni, che deriva dall'ebraico יהוחנן (Yehōchānān), composto da Yehō- (o Yah, abbreviazione di Yahweh, che è il nome di Dio nella tradizione ebraica) e da chānān (o hanan, che significa "ebbe misericordia", o "ebbe grazia" o "fu misericordioso"), e può quindi essere interpretato come "YHWH ha avuto pietà", "YHWH ha avuto misericordia".
Il nome è attestato già nella Bibbia, dove è portato, nel Nuovo Testamento, da Giovanna, una delle discepole di Gesù.
Giovanna è stato il sesto nome femminile per diffusione in Italia nel XX secolo. In inglese esistono diverse forme del nome: quella usata nel Medioevo era Joan, mutuata dal francese Johanne, che venne scalzata da Jane (dal francese Jehanne) a partire dal XVII secolo. Joanna è entrato nell'uso comune solo dal XIX secolo, e in precedenza era usato per la figura biblica e per "latinizzare" la forma Joan; Jean, una variante medievale di Jehanne, era ben diffusa in Inghilterra e Scozia nel Medioevo; rarificatasi poi in Inghilterra, vi venne reintrodotta nel XIX secolo dalla Scozia, dov'era invece rimasta comune.

## Onomastico
L'onomastico si può festeggiare in memoria di più sante, alle date seguenti:
- 16 gennaio, santa Giovanna da Bagno di Romagna, monaca camaldolese[8]
- 1º febbraio, beata Giovanna Francesca della Visitazione, fondatrice delle Piccole serve del Sacro Cuore di Gesù per gli ammalati poveri[8]
- 2 febbraio, santa Giovanna de Lestonnac, fondatrice dell'Ordine della compagnia di Maria Nostra Signora[8]
- 4 febbraio, santa Giovanna di Valois, regina di Francia e fondatrice dell'ordine delle monache Annunziate[8]
- 20 marzo, beata Jeanne Véron, religiosa delle Suore della carità di Nostra Signora, martire ad Ernée, durante la rivoluzione francese[8]
- 28 marzo, beata Giovanna Maria de Maillé, vedova[8]
- 12 maggio, beata Giovanna del Portogallo, figlia di re Alfonso V, reggente del Portogallo e religiosa domenicana[8]
- 24 maggio, santa Giovanna, moglie di Cusa, detta "la Mirofora", discepola di Gesù[8]
- 30 maggio, santa Giovanna d'Arco, vergine e martire, eroina nazionale e patrona della Francia[8]
- 23 luglio, beata Giovanna da Orvieto, vergine del terz'ordine domenicano[8]
- 12 agosto, santa Giovanna Francesca de Chantal, cofondatrice dell'Ordine della Visitazione di Santa Maria[8]
- 17 agosto, santa Giovanna della Croce, fondatrice della congregazione di Sant'Anna della Provvidenza[8]
- 24 agosto santa Giovanna Antida Thouret, fondatrice delle Suore della Carità[8]
- 26 agosto, santa Giovanna Elisabetta Bichier des Ages, cofondatrice delle Figlie della Croce o Suore di Sant'Andrea[8]
- 9 novembre, beata Giovanna da Signa, vergine[8]
- 2 marzo, venerabile serva di Dio Giovanna Meneghini, fondatrice delle Suore orsoline del Sacro Cuore di Maria[8]

## Persone

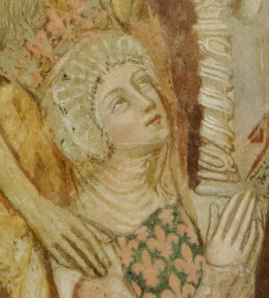
Giovanna I di Napoli

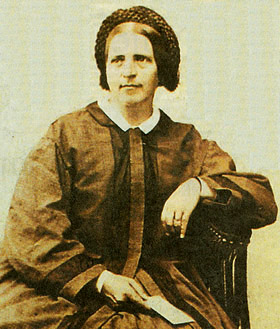
Johanna Spyri

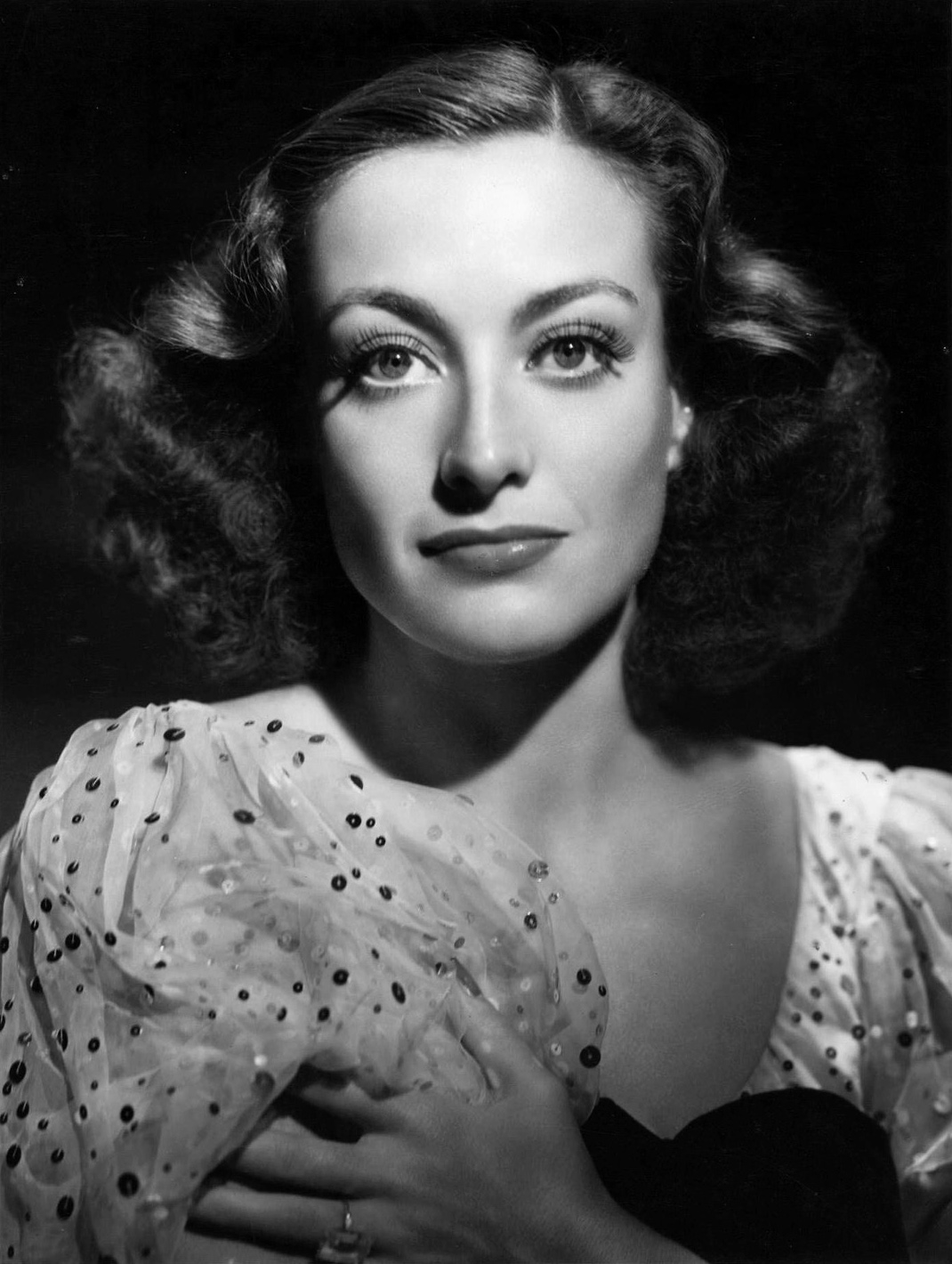
Joan Crawford

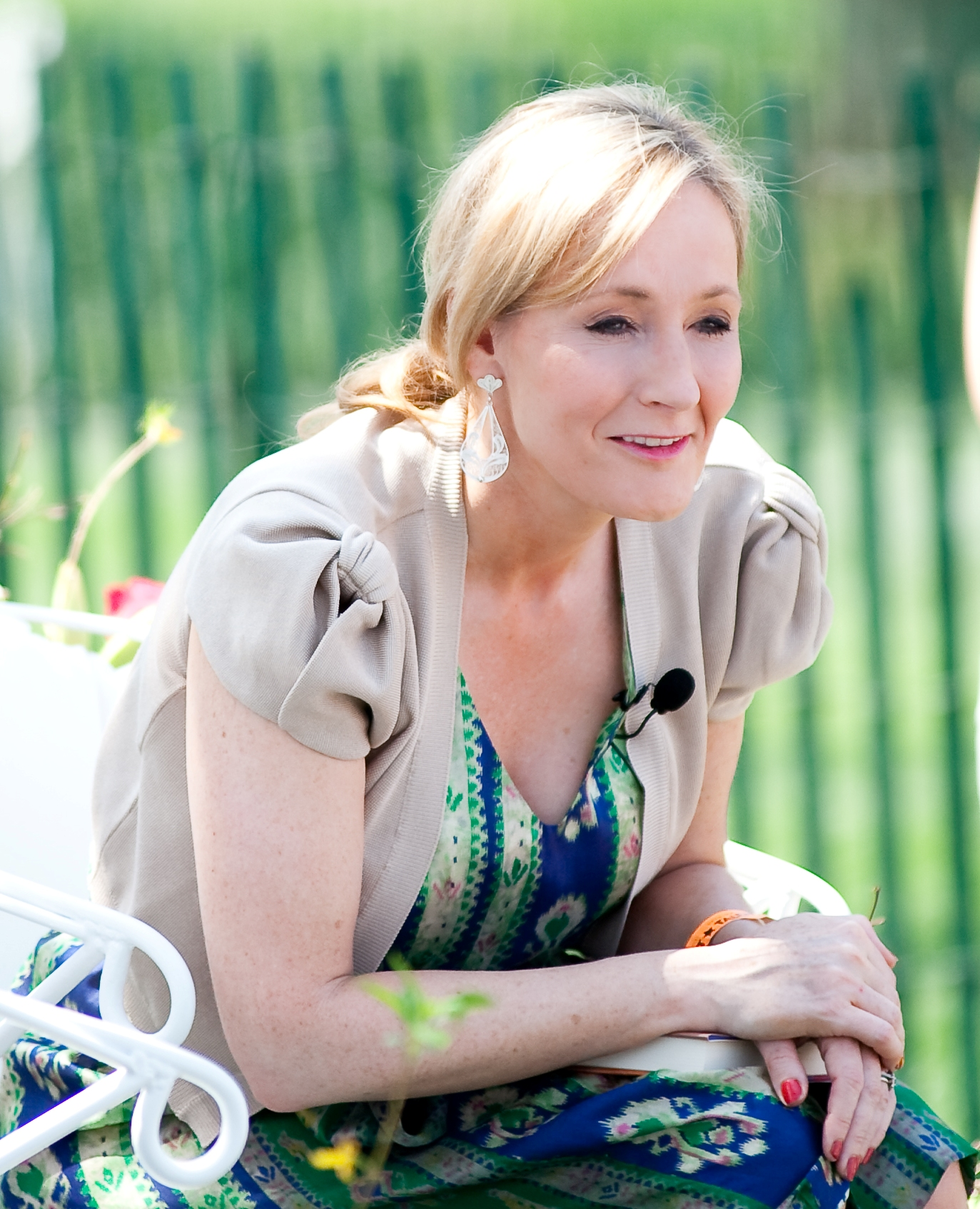
J. K. Rowling

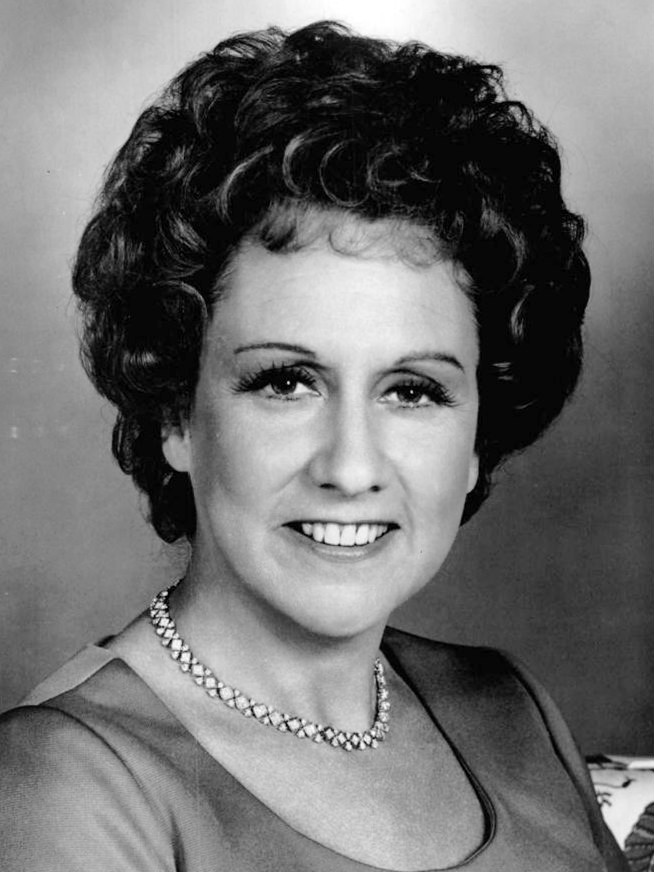
Jean Stapleton

Jeanne Moreau

- Giovanna d'Arco, condottiera e mistica francese
- Giovanna d'Austria o Giovanna d'Asburgo, prima moglie di Francesco I de' Medici
- Giovanna di Castiglia, detta "Giovanna la Pazza", regina di Castiglia e León
- Giovanna di Costantinopoli, contessa delle Fiandre
- Giovanna I di Napoli, regina di Napoli
- Giovanna II di Napoli, regina di Napoli
- Giovanna la Beltraneja, regina di Castiglia León e regina consorte del Portogallo
- Giovanna Cigoli, attrice e doppiatrice italiana
- Giovanna Civitillo, showgirl e ballerina italiana
- Giovanna Marini, musicista e cantautrice italiana
- Giovanna Melandri, politica italiana
- Giovanna Mezzogiorno, attrice italiana
- Giovanna Ralli, attrice italiana
- Giovanna Scotto, attrice e doppiatrice italiana
- Giovanna Trillini, schermitrice italiana

### Variante Johanna
- Johanna Almgren, calciatrice e allenatrice di calcio svedese
- Johanna Hofer, attrice tedesca
- Johanna Kurkela, cantante finlandese
- Johanna Schnarf, sciatrice alpina italiana
- Johanna Sebus, donna tedesca che morì per salvare altre donne dall'annegamento
- Johanna Sjöberg, nuotatrice svedese
- Johanna Spyri, scrittrice svizzera
- Johanna von Trapp, cantante austriaca naturalizzata statunitense

### Variante Joan
- Joan Baez, cantautrice e attivista statunitense
- Joan Collins, attrice e regista britannica
- Joan Crawford, attrice statunitense
- Joan Cusack, attrice, sceneggiatrice e comica statunitense
- Joan Didion, giornalista, scrittrice e saggista statunitense
- Joan Fontaine, attrice britannica naturalizzata statunitense
- Joan Jett, cantante, chitarrista e bassista statunitense
- Joan Plowright, attrice britannica
- Joan Sutherland, soprano australiano

### Variante Joanna
- Joanna Baillie, poetessa e drammaturga scozzese
- Joanna Cassidy, attrice statunitense
- Joanna García, attrice statunitense
- Joanna Jędrzejczyk, lottatrice di arti marziali miste e thaiboxer polacca
- Joanna Lumley, attrice, attivista e modella britannica
- Joanna Newsom, cantautrice e arpista statunitense
- Joanna Riding, attrice e cantante britannica
- Joanna Scanlan, attrice e sceneggiatrice britannica

### Variante Joanne
- Joanne Dru, attrice statunitense
- Joanne Froggatt, attrice britannica
- Joanne Kelly, attrice canadese
- Joanne Love, calciatrice scozzese
- Joanne Rowling, vero nome di J. K. Rowling, scrittrice e sceneggiatrice britannica
- Joanne Woodward, attrice e cantante statunitense

### Variante Jean
- Jean Acker, attrice statunitense
- Jean Arthur, attrice statunitense
- Jean Marsh, attrice britannica
- Jean Seberg, attrice statunitense
- Jean Simmons, attrice britannica
- Jean Stapleton, attrice statunitense

### Variante Jeanne
- Jeanne Baret, esploratrice francese
- Jeanne Bot, supercentenaria francese
- Jeanne Calment, supercentenaria francese
- Jeanne Crain, attrice statunitense
- Jeanne de Saint-Rémy de Valois, nobildonna francese
- Jeanne Hébuterne, pittrice francese
- Jeanne Moreau, attrice, cantante e regista francese
- Jeanne Antoinette Poisson, più nota come Madame de Pompadour, nobildonna francese

### Variante Jane
- Jane Alexander, attrice e autrice televisiva statunitense
- Jane Austen, scrittrice britannica
- Jane Birkin, attrice e cantante britannica naturalizzata francese
- Jane Fonda, attrice e produttrice cinematografica statunitense
- Jane Grey, regina d'Inghilterra
- Jane Ellen Harrison, storica delle religioni e linguista britannica
- Jane Horrocks, attrice e doppiatrice britannica
- Jane Lynch, attrice, doppiatrice e conduttrice televisiva statunitense
- Jane Seymour, attrice britannica naturalizzata statunitense
- Jane Wyman, attrice, cantante e ballerina statunitense

### Altre varianti
- Johanne Schmidt-Nielsen, politica danese

## Il nome nelle arti
- Giovanna è un episodio del film La rosa dei venti, diretto da Gillo Pontecorvo.
- Giovanna è un personaggio fra i protagonisti della serie cinematografica del neorealismo rosa comprendente i film Poveri ma belli e Belle ma povere, entrambi diretti nel 1957 da Dino Risi.
- Giovanna Bottoni è un personaggio del film del 1951 Guardie e ladri, diretto da Mario Monicelli e da Steno.
- Giovanna Scaparro è la protagonista femminile del film del 1952 Totò e le donne, diretto da Steno e da Mario Monicelli.
- Giovanna Filonzi è un personaggio del film del 1960 Crimen, diretto da Mario Camerini.
- Giovannona Coscialunga è la protagonista di un film del filone della commedia sexy all'italiana, dal titolo completo Giovannona Coscialunga disonorata con onore, diretto da Sergio Martino.
- Giovanna è un personaggio del film del 1980 La terrazza, diretto da Ettore Scola.
- Il papà di Giovanna è un film del 2008 di Pupi Avati.
- Zanetta è un personaggio della commedia Sior Todero brontolon di Carlo Goldoni.
- Jane Eyre è la protagonista dell'omonimo romanzo di Charlotte Brontë, da cui sono stati tratti numerosissimi film e miniserie televisive.
- Jane Marple è un personaggio ricorrente in vari romanzi e racconti di Agatha Christie, nonché in vari film che ne sono stati tratti.
- Jane Bennet è un personaggio del romanzo Orgoglio e pregiudizio di Jane Austen.
- Jeanne Dessalle è un personaggio del romanzo Piccolo mondo moderno di Antonio Fogazzaro.
- Giovanna Berlucchi è la protagonista del romanzo L'ombelico di Giovanna di Ernest van der Kwast.
- Jane Porter è un personaggio appartenente all'universo di Tarzan.
- Giovanna, la nonna del Corsaro Nero, Le nuove avventure di Giovanna, la nonna del Corsaro Nero e Giovanna alla riscossa più forte di un bicchiere di gin furono sceneggiati musicali trasmessi dalla Rai negli anni sessanta.
- Giovanna Caleffi è un personaggio della serie televisiva Camera Café.
- Giovanna Scalise è un personaggio della serie televisiva Distretto di Polizia.
- Joan Hunt è un personaggio della serie televisiva Body of Proof.
- Juanella Van Damm è un personaggio del mondo dei paperi Disney.
- Jane Jetson è la protagonista femminile della serie di cartoni animati I pronipoti.
- Johanna Barker è un personaggio del musical Sweeney Todd: The Demon Barber of Fleet Street di Stephen Sondheim.
- Gianna è una canzone di Rino Gaetano.
- Gimme Hope Jo'anna è una canzone di Eddie Grant.
- Giovanna non piangere è una canzone di Michele.
- Joanna è una canzone dei Kool & the Gang.
- Lady Jane è una canzone dei Rolling Stones.
- Una donna di nome Giovanna è menzionata nella canzone Non c'è niente da capire di Francesco De Gregori.
- Jane è un personaggio della serie Twilight.
- Giovanna é un personaggio del videogioco Guilty Gear -Strive.

## Curiosità
- La Papessa Giovanna è una figura medievale leggendaria.